# William Bagonza
William Bagonza (ur. 12 listopada 1960, zm. 9 grudnia 2000 w Kasese) – ugandyjski bokser, uczestnik Letnich Igrzysk Olimpijskich 1984. 
Podczas Igrzysk w Los Angeles, Bagonza startował w wadze papierowej. W pierwszej rundzie wygrał przez RSC z Irakijczykiem Abbasem Zeghayerem, natomiast w drugiej rundzie przegrał z Paulem Gonzalesem ze Stanów Zjednoczonych (0-5).